# Elezioni parlamentari nelle Isole Åland del 1995
Le elezioni parlamentari nelle Isole Åland del 1995 si tennero il 15 ottobre.

## Risultati
| Liste                         | Voti   | % | Seggi |
| ----------------------------- | ------ | - | ----- |
| Centro delle Åland            | 3.118  |   | 9     |
| Liberali delle Åland          | 2.981  |   | 8     |
| Moderati delle Åland          | 2.310  |   | 6     |
| Socialdemocratici delle Åland | 1.711  |   | 4     |
| Obunden Samling               | 1.104  |   | 3     |
| Totale                        | 11.224 |   | 30    |